# On-Screen-Display
Das On-Screen Display [ɒnˈskɹiːn ˈdɪspleɪ] (engl. „Bildschirmanzeige“; abgekürzt OSD) ist eine Anzeige, die über das momentane Bild (z. B. bei einem Fernseher, einem Computerbildschirm oder einer Videobrille) eingeblendet wird. Es dient in erster Linie zur Anzeige weiterer Informationen und kann darüber hinaus auch zur Bedienung eines Gerätes genutzt werden (um z. B. Einstellungen vorzunehmen oder um im Teletext zu navigieren; über Tasten an der Fernbedienung oder am Monitor kann man sich im Menü bewegen). Das anzeigende Gerät muss dabei nicht zwangsläufig auch das gesteuerte Gerät sein, beispielsweise kann auf dem Fernsehbildschirm eine Benutzerführung für einen angeschlossenen DVD-Player angezeigt werden. Das OSD ist in modernen Geräten mehrsprachig.

On-Screen Display über einem Testbild

Auch bestimmte, von grafischen Computeranwendungen gesteuerte Textfenster können als OSD bezeichnet werden.

## Vorteile
Indem es einen Teil des hochauflösenden Bildschirmes (im Gegensatz zu einer grob-gerasterten Anzeige) benutzt, stehen dem OSD klar erkennbare Piktogramme (in Farbe) zur Verfügung. Dadurch können die Benutzerfreundlichkeit erhöht und die Einarbeitungszeit verkürzt werden.
Ebenso spart die Benutzung einer OSD-Technik den Einbau anderer Kontrollanzeigen. Dadurch können die Herstellungskosten verringert werden.

## Nachteile
Das OSD verdeckt immer einen Teil des eigentlichen Bildes. Das kann als störend empfunden werden, besonders wenn für kleinere Änderungen fast das gesamte Bild verdeckt wird. Oft werden allein für die Anzeige der Lautstärkeänderung mehr als 40 % der gesamten Bildfläche verdeckt.

## Anwendungsgebiete
- Navigation im Teletext
- Anzeige der Telemetrie beim FPV-Flug